# NGC 3801
NGC 3801 est une vaste galaxie lenticulaire située dans la constellation du Lion. NGC 3801 a été découverte par l'astronome germano-britannique William Herschel en 1784.

## Caractéristiques
NGC 3801 présente une large raie HI et un jet d'onde radio. Selon la base de données Simbad, NGC 3801 est une galaxie LINER, c'est-à-dire une galaxie dont le noyau présente un spectre d'émission caractérisé par de larges raies d'atomes faiblement ionisés.

### Distance
Sa vitesse par rapport au fond diffus cosmologique est de 3 651 ± 23 km/s, ce qui correspond à une distance de Hubble de 53,9 ± 3,8 Mpc (∼176 millions d'al).
À ce jour, quatre mesures non basées sur le décalage vers le rouge (redshift) donnent une distance de 51,925 ± 11,582 Mpc (∼169 millions d'al), ce qui est à l'intérieur des valeurs de la distance de Hubble.

## Trou noir supermassif
Selon une étude publiée en 2009 et basée sur la vitesse interne de la galaxie mesurée par le télescope spatial Hubble, la masse du trou noir supermassif au centre de NGC 3801 serait comprise entre 100 millions et 420 millions de {\displaystyle M_{\odot }}.

## Une ancienne fusion galactique

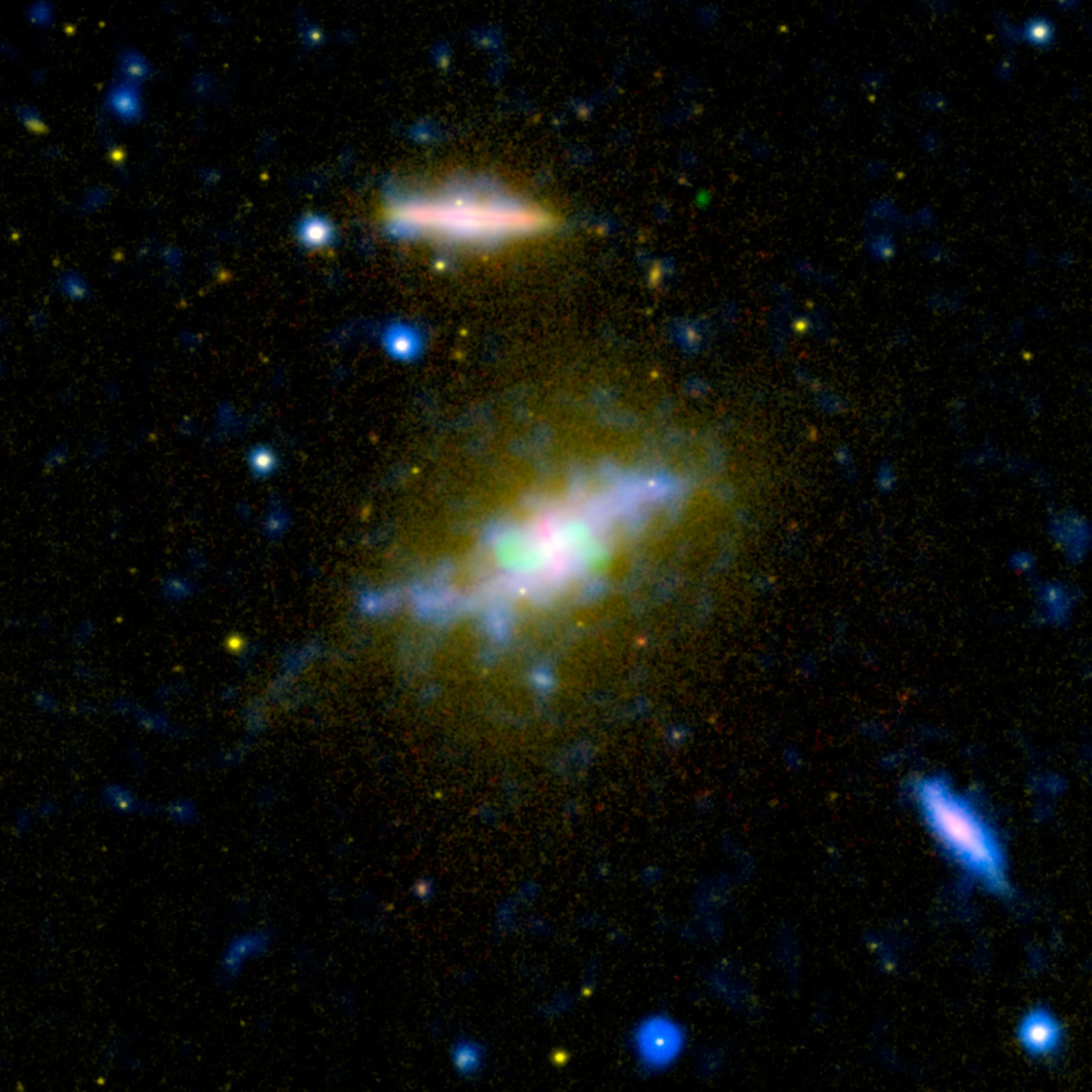
Image composite de NGC 3801 combinant les données du domaine ultraviolet (GALEX) à des images prises dans le visible (SDSS) et à des données captées en onde radio.

L'image composite publiée sur le site de la NASA utilise des données d'une grande partie du spectre électromagnétique allant de l'ultraviolet aux ondes radio. Cette galaxie consomme ses matériaux froids, gaz et poussière, pour donner naissance à de nouvelles étoiles. Les astronomes pensant que NGC 3801 est en transition, de galaxie spirale qu'elle était vers la formation d'une galaxie elliptique où la naissance d'étoiles sera chose du passé.
Sur l'image composite, le jaune est utilisé pour montrer les données en lumière visible provenant de l'étude SDSS. On peut noter que NGC 3801 commence déjà à posséder une forme largement elliptique, la forme caractéristique qu'une galaxie prend après avoir été formée à partir d'une fusion de galaxies spirales. Le bleu de l'image montre le rayonnement ultraviolet et le rouge nous montre le disque de poussière révélé par les données captées par le télescope spatial Spitzer. On constate à partir de ces données en dehors du spectre visible que la formation d'étoiles se poursuit dans cette galaxie. Cette formation d'étoiles seraient née d'une ancienne fusion galactique et non de la proximité de NGC 3802, dont la distance à la Voie lactée est la même.
On pense que cette formation d'étoiles sera bientôt stoppée par les ondes de choc de deux jets puissants sortant du trou noir supermassif central du NGC 3801. Les émissions radio de ces jets apparaissent sur cette image en vert. Comme un souffleur cosmique de feuilles, les ondes de choc en expansion des jets disperseront les gaz et poussière qui alimentent la formation d'étoiles. La galaxie deviendra « rouge et morte », comme disent les astronomes, remplie de vieilles étoiles rouges.

## Groupe de NGC 3800
La galaxie NGC 3801 fait partie du groupe de NGC 3800. Ce groupe de galaxies compte au moins 16 membres. Les autres galaxies du New General Catalogue de ce groupe sont NGC 3768, NGC 3790, NGC 3799, NGC 3800, NGC 3802, NGC 3806, NGC 3827 et NGC 3853. Les autres galaxies du groupe sont UGC 6631, UGC 6653, UGC 6666, UGC 6794, MCG 3-30-33 et MCG 3-30-38.
Abraham Mahtessian mentionne aussi l'existence de ce groupe, mais seules les galaxies NGC 3768, NGC 3790, NGC 3801 et NGC 3827 y figurent. La galaxie NGC 3853 figure dans l'article de Mahtessian, mais sous une autre entrée où elle forme une paire de galaxie avec UGC 6666, désigné comme 1139+1618 (CGCG 1139,7+1648). De même, les galaxies NGC 3799 et NGC 3800 figurent aussi sous une autre entrée dans cet article comme une paire de galaxies.

### Paire de galaxies
Selon Vaucouleurs et Corwin, NGC 3801 et NGC 3802 forment une paire de galaxies.